# Rui Jorge
Rui Jorge de Sousa Dias Macedo de Oliveira (Vila Nova de Gaia, Portugal, 27 de marzo de 1973), más conocido como Rui Jorge, es un exfutbolista portugués, se desempeñaba como lateral izquierdo y actualmente entrena a la selección de fútbol de Portugal sub-21.

## Biografía
En 1992 debutó profesionalmente en el FC Oporto de la primera división portuguesa, equipo en el que se mantendría gran parte de su carrera. En 1998 fichó por el Sporting de Portugal donde permaneció hasta 2005. Cerró su carrera en el Clube de Futebol Os Belenenses donde jugó la temporada 2005-2006.  
Fue internacional con la selección de fútbol de Portugal en 45 ocasiones. Participó las Eurocopas del año 2000 y 2004 y en el mundial de fútbol de 2002. 

## Palmarés
- Primera División de Portugal. Campeón: Temporada 1992–93, 1994–95, 1995–96, 1996–97, 1997–98, 1999–2000, 2001–02.[2]
- Copa de Portugal. Campeón: Temporada 1990–91, 1993–94, 1997–98, 2001–02.[2]
- Supercopa de Portugal. Campeón: 1991, 1994, 1995, 1997, 2001, 2003.[2]

## Clubes

### Como jugador
| Club          | País     | Año       | Partidos | Goles |
| ------------- | -------- | --------- | -------- | ----- |
| Rio Ave FC    | Portugal | 1991-1992 | 35       | 2     |
| FC Porto      | Portugal | 1992-1998 | 134      | 4     |
| Sporting CP   | Portugal | 1998-2005 | 243      | 5     |
| Os Belenenses | Portugal | 2005-2006 | 15       | 0     |

### Como entrenador
| Club                         | País     | Año   |
| ---------------------------- | -------- | ----- |
| Os Belenenses                | Portugal | 2009  |
| Selección de Portugal sub-21 | Portugal | 2010- |